# Chandos-Porträt

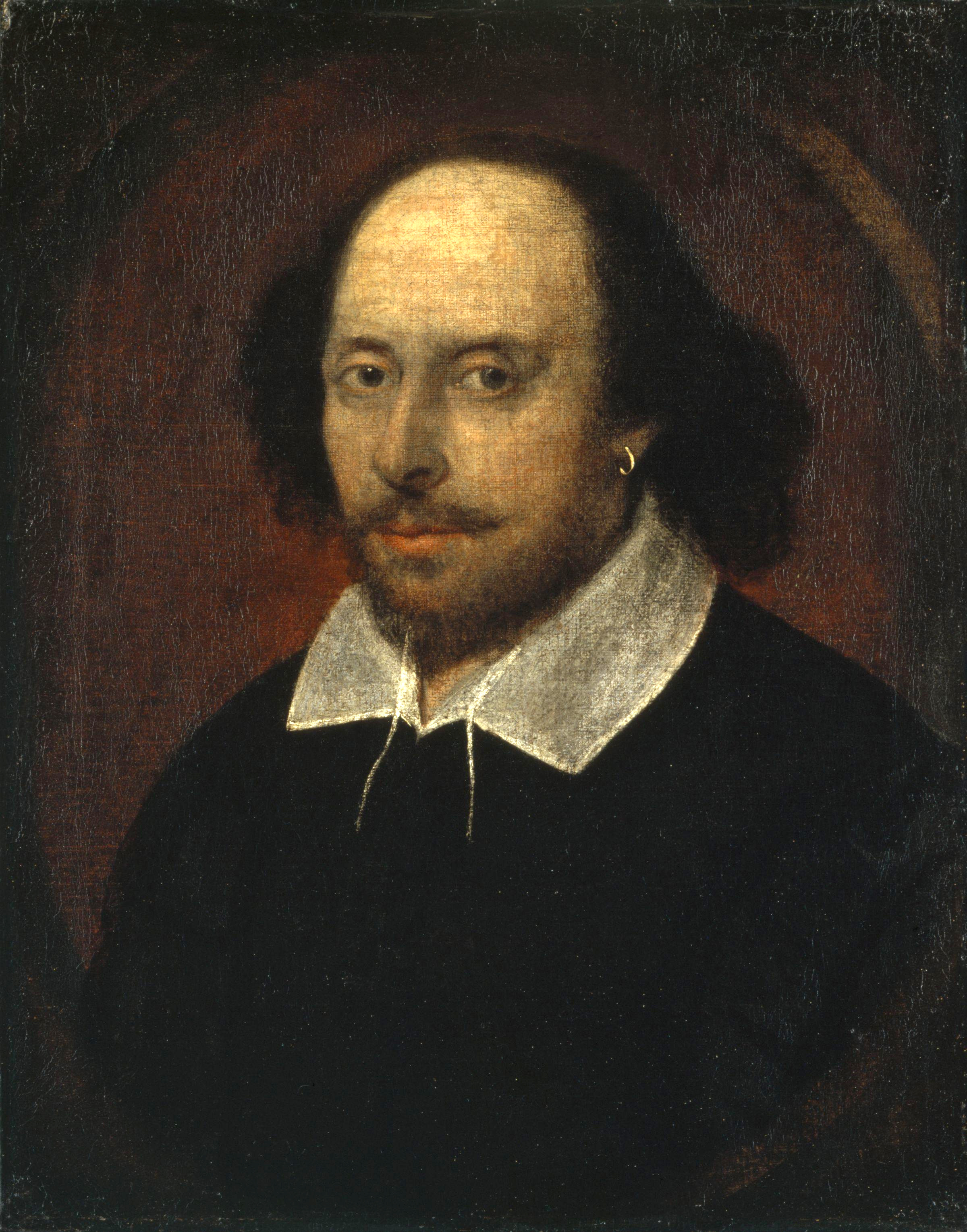
Das „Chandos-Porträt“, gilt als Darstellung des englischen Dichters und Dramatikers, William Shakespeare

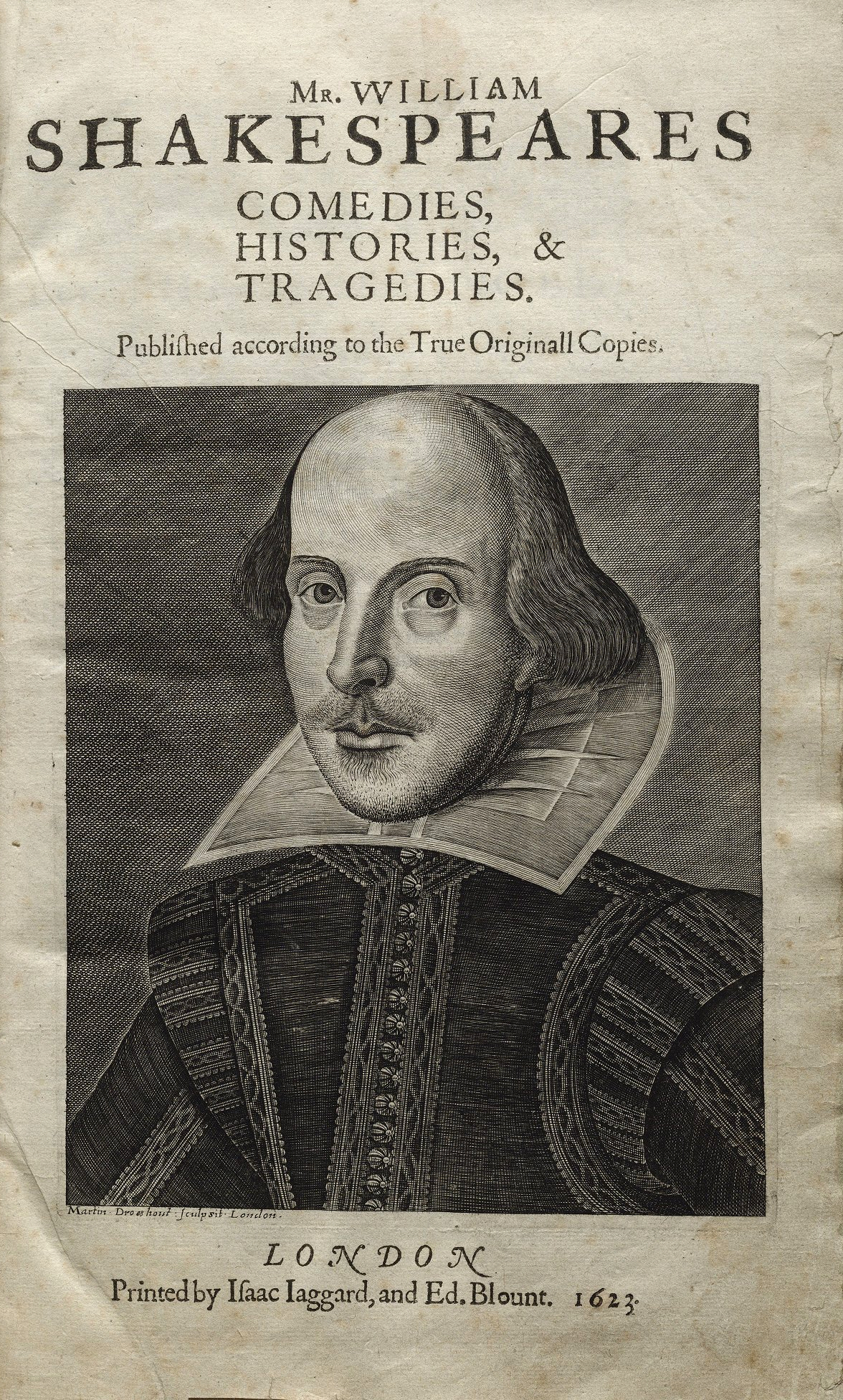
Der Porträt-Stich Shakespeares von Martin Droeshout auf dem Frontispiz „First Folio“ weist Ähnlichkeit mit dem Öl-Porträt auf

Das Chandos-Porträt ist eines der bekanntesten Porträts, von denen man annimmt, dass sie den Dichter William Shakespeare (1564–1616) abbilden. Es wurde wahrscheinlich zwischen 1600 und 1610 nach dem Leben gemalt und war vermutlich auch die Vorlage für den Porträt-Stich in Shakespeares Folio (1623). Es ist nach dem ehemaligen Eigentümer des Bildes James Brydges, 3. Duke of Chandos benannt. Das Porträt wurde 1856 der Stiftung der National Portrait Gallery übergeben und ist als der erste Erwerb dieser Sammlung gelistet. Bisher konnte weder mit Gewissheit festgestellt werden, wer das Bild gemalt hat, noch ob es tatsächlich William Shakespeare abbildet.

## Urheberschaft und Herkunft
Es wurde behauptet, dass Richard Burbage, ein Freund Shakespeares (1567–1619) das Porträt gemalt habe, jedoch ist die früheste bekannte Erwähnung des Gemäldes eine Anmerkung von George Vertue, nach der John Taylor es gemalt haben soll. Taylor war ein angesehenes Mitglied der Painter-Stainers' company und möglicherweise derselbe John Taylor, der in der Schauspielgruppe „Children of Paul’s“ spielte. Vertue bezog sich auf Taylor als einen Schauspieler, Maler und engen Freund Shakespeares. Bevor der Herzog von Chandos es erwarb, soll es Vertue zufolge Shakespeares Patensohn William Davenant (1606–1668) gehört haben, der dem Klatschchronisten John Aubrey zufolge ein unehelicher Sohn des Dramatikers gewesen sein soll. Dieser behauptete auch, es wurde von Taylor an Davenant vererbt, diesem später durch Thomas Betterton abgekauft und dann an den Anwalt Robert Keck weiterverkauft. Nach Kecks Tod verblieb es in dessen Familie und wurde an John Nichol vererbt, der in die Familie eingeheiratet hatte. Dessen Tochter Margaret heiratete den Duke of Chandos. Das Gemälde wurde dann innerhalb des britischen Adels weitervererbt, bis es Richard Temple-Grenville, 2. Duke of Buckingham and Chandos 1848 an Earl of Ellesmere verkaufte. Ellesmere stiftete es dann der National Portrait Gallery.

## Die gelehrte Sicht
Der zeitgenössische Stich aus dem 1623 posthum veröffentlichten „First Folio“ gilt als eine authentische Abbildung Shakespeares. Er wurde von Martin Droeshout geschaffen und vermutlich von Shakespeares Freunden und seiner Familie in Auftrag gegeben. Man geht davon aus, dass Droeshouts Darstellung eine sehr hohe Ähnlichkeit mit Shakespeare aufweist, da der Stich von Nahestehenden des Dichters genutzt wurde und nach seiner Veröffentlichung von Zeitgenossen Shakespeares wie Ben Jonson gelobt wurde.
Dass das Chandos-Porträt dem Stich Droeshouts sehr ähnelt, verleiht der Annahme, dass es Shakespeare abbilde, daher eine gewisse Berechtigung. Ein weiteres Indiz ist der Umstand, dass das Chandos-Porträt als Inspiration für ein größeres, weiter ausgeführtes und ebenfalls posthum gemaltes Porträt diente – das sogenannte Chesterfield-Porträt (ebenfalls benannt nach einem früheren Eigentümer). Es wurde vermutlich von Pieter Borselaer mit noch lebendiger Erinnerung an Shakespeare in den 1660ern oder 1670ern gemalt. Das Chesterfield-Porträt befindet sich in der Obhut der Shakespeare Birthplace Trust in Stratford-upon-Avon.
2006 schloss Tarnya Cooper, eine Mitarbeiterin der National Portrait Gallery, eine Studie über Porträts ab, die als Darstellungen Shakespeares gelten und kam zu dem Schluss, dass das Chandos-Porträt am wahrscheinlichsten Shakespeare repräsentiert. Cooper verweist auf den Ohrring und die losen Kragenbänder des Bildnisses als symbolische Kennzeichen für Poeten (der Dichter John Donne und Shakespeares Gönner, der Earl of Pembroke trugen eine ähnliche Aufmachung). Jedoch gestand Cooper offen ein, dass die Authentizität des Bildes nicht bewiesen werden könne. Sie stellte außerdem fest, dass das Bild durch Reinigungen und Übermalungen schwer beschädigt wurde. Einige Teile sind abgeschabt und andere wurden leicht verändert. Das Haar wurde verlängert und der Bart ist länger und spitzer als ursprünglich.

## Wirkung
Neben dem Chesterfield-Porträt wurde mindestens eine Kopie schon 1689 von einem unbekannten Künstler angefertigt. Viele Shakespeare-Porträtierungen des 18. Jahrhunderts nutzten es als Vorlage. Eine Darstellung wurde von Gerard Van der Gucht für Nicholas Rowes Shakespeare-Ausgabe von 1709 als Stich angefertigt. Ein weiterer Druck von 1747 stammt von Jacobus Houbraken.